# Конвой №5872
Конвой № 5872 — японський конвой часів Другої світової війни, проведення якого відбувалось у серпні — вересні 1943-го.
Вихідним пунктом конвою був атол Трук у центральній частині Каролінських островів, де ще до війни створили головну базу японського ВМФ у Океанії, звідки до лютого 1944-го провадились операції в цілому ряді архіпелагів. Пунктом призначення став атол Кваджелейн, на якому була головна японська база на Маршаллових островах.
До складу конвою увійшли транспорти «Сіганоура-Мару» та «Чіхайя-Мару» (Chihaya Maru), тоді як охорону забезпечували торпедний човен «Хійодорі» та допоміжний мисливець за підводними човнами CHa-25.
27 серпня 1943-го загін полишив Трук та попрямував на схід. Хоча поблизу вихідного та кінцевого пунктів маршруту традиційно діяли американські підводні човни, проходження конвою № 5872 минуло без інцидентів і 1 вересня він прибув на Кваджелейн.